# Ultramega OK
Ultramega OK, pubblicato nel 1988, fu il disco d'esordio dei Soundgarden.

## Descrizione
Le canzoni 665 e 667 sono parodie delle accuse di satanismo da sempre rivolte alla musica rock. 665 contiene anche messaggi subliminali riguardanti Babbo Natale. Smokestack Lightning è una cover di Howlin' Wolf. Venne fatto anche un videoclip per la canzone Flower, ma ricevette poca attenzione da parte delle televisioni. One Minute of Silence è una cover della canzone di John Lennon intitolata Two Minutes of Silence, senza le parti cantate da Yōko Ono.
Il disco venne nominato per un Grammy nel 1988.
Per il 2017 è prevista la ristampa dell'album da parte della Sub Pop in una nuova versione rimasterizzata per l'occasione, in versione doppio CD, doppio LP e musicassetta.

## Tracce
1. Flower (Cornell/Thayil) - 3:25
2. All Your Lies (Cornell/Thayil/Yamamoto) - 3:51
3. 665 (Cornell/Yamamoto) - 1:37
4. Beyond the Wheel (Cornell) - 4:20
5. 667 (Cornell/Yamamoto) - 0:56
6. Mood for Trouble (Cornell) - 4:21
7. Circle of Power (Thayil/Yamamoto) - 2:05
8. He Didn't (Cameron/Cornell) - 2:47
9. Smokestack Lightning (Howlin' Wolf) - 5:07
10. Nazi Driver (Cornell/Yamamoto) - 3:52
11. Head Injury (Cornell) - 2:22
12. Incessant Mace (Cornell/Thayil) - 6:22
13. One Minute of Silence (Lennon) - 1:00

## Formazione
- Matt Cameron – batteria
- Chris Cornell – voce solista, chitarra ritmica (tracce 6, 8 e 9), basso (traccia 7)
- Kim Thayil – chitarra solista
- Hiro Yamamoto – basso, cori (traccia 7)

## Curiosità
Prendendo spunto dalle parodie del satanismo 665 e 667, la prima edizione del vinile ha una scritta incisa sulla parte interna del bordo del disco. Sul lato A appare la frase: A religious man might think we're evil... (l'errore nella parola religous è sul disco). Sul lato B appare invece: A rational man might think we're religious. Cioè: "Un uomo religioso potrebbe pensare che siamo malvagi... Un uomo razionale potrebbe pensare che siamo religiosi".